# Melara

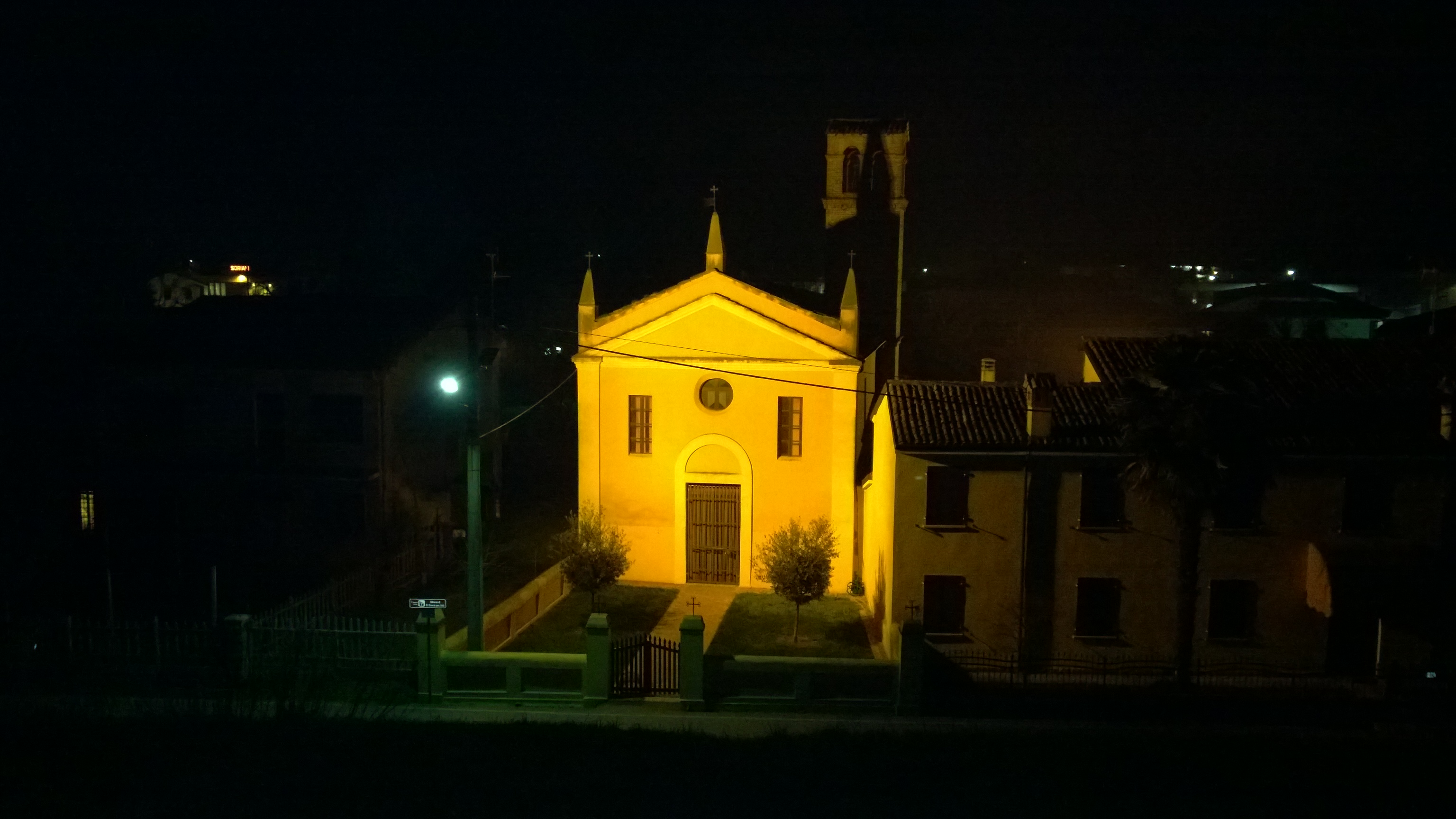
Chiesa della Santa Croce

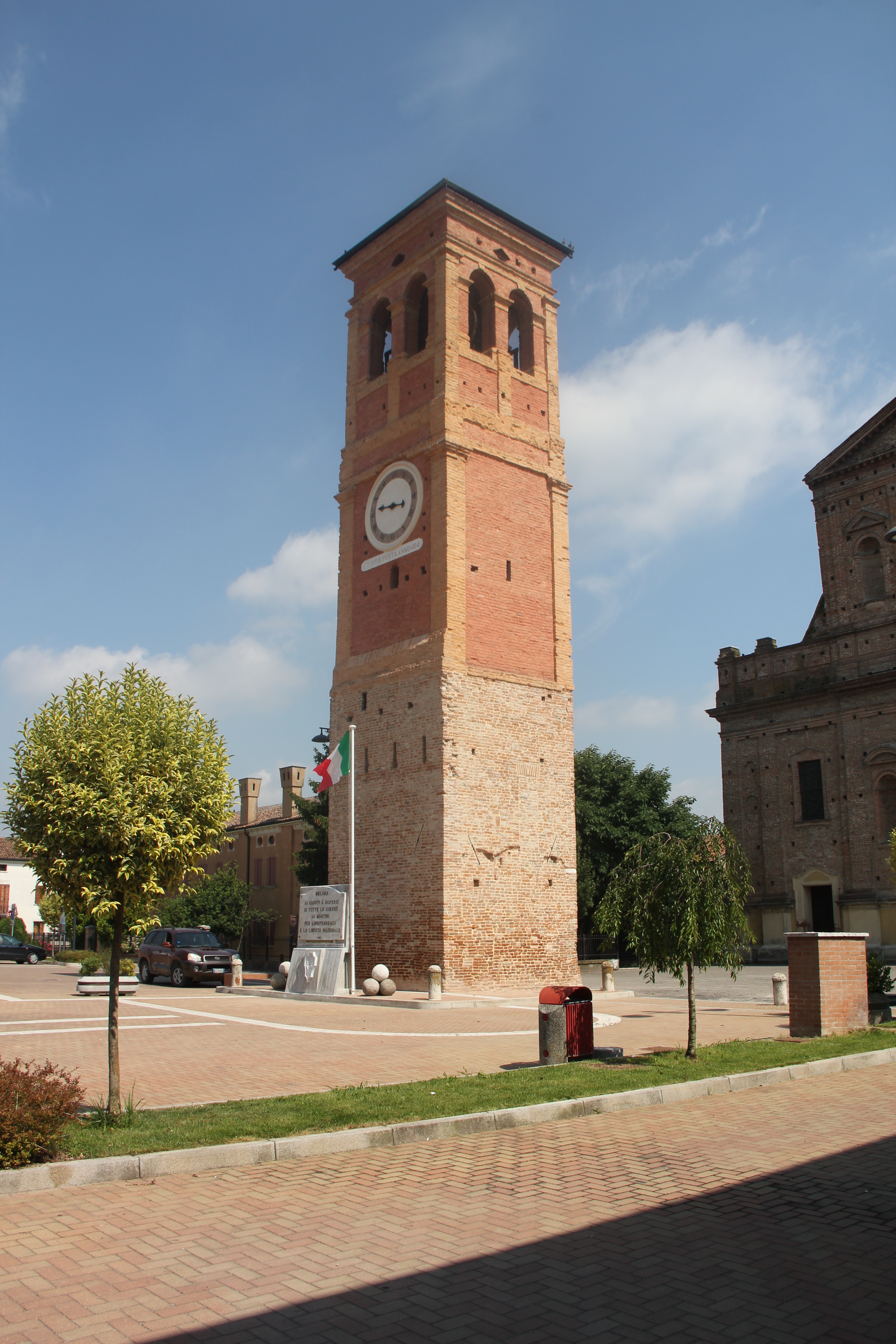
La torre campanaria del 1404.

Melara è un comune italiano di 1 670 abitanti della provincia di Rovigo in Veneto, situato ad ovest del capoluogo.
Il suo territorio comunale è il più occidentale del Polesine ed è collocato nella zona d'incontro tra le province di Mantova, Verona e Rovigo.

## Storia
Le origini del centro di Melara non sono certe, ma reperti in ceramica, palco di cervo, bronzo e vetro ritrovati in località Mariconda, attestano che il territorio era frequentato almeno dall'età del Bronzo. L'insediamento protovillanoviano di Mariconda, datato al XII - XI secolo a.C. doveva trovarsi sulle rive dell'antico Po di Adria, analogamente a Frattesina di Fratta Polesine. Con questo sito protourbano, Mariconda condivideva anche la lavorazione del vetro, attività artigianale all'epoca sconosciuta in gran parte d'Europa. Prodotti vetrari tipici dei villaggi del Veneto meridionale (perle monocrome o decorate) si trovano in molti siti archeologici dell'Europa centrale, lungo la cosiddetta "via dell'ambra".
Durante l'epoca romana la città, benedetta dal fiume Po che la attraversa, assume grande importanza per l'allevamento delle api (il toponimo stesso deriva da 'miele'), come le si vede ancora nello stemma cittadino.
Nel 1315 fu sotto il controllo della diocesi di Ferrara che nella locale rocca insediò un visconte e in seguito venne controllata dagli Este e poi dallo Stato Pontificio. In occasione della guerra di Ferrara, le forze di Ercole I d'Este distrussero con l'artiglieria il ponte gettato sul Po dai veneziani.
Il toponimo sembra sia da risalire all'epoca romana dove "melara" potrebbe identificare il territorio come zona di produzione di miele.
In epoca più recente, interventi di bonifica ad opera dei monaci benedettini prima e, dopo l'acquisizione del territorio, dagli estensi migliorarono le condizioni di vita. Questi ultimi, grazie all'importanza strategica data dalla possibilità di controllare il confine naturale del Po, edificarono un castello una rocca ed altre opere di fortificazione ora scomparse. Fino al Congresso di Vienna il centro fu sottoposto alla sovranità degli Stati della Chiesa.

## Monumenti e luoghi d'interesse

### Architetture religiose
Per la Chiesa cattolica il territorio è amministrativamente parte del vicariato di Castelmassa, a sua volta divisione amministrativa della diocesi di Adria-Rovigo.
- Chiesa di San Materno. Chiesa arcipretale e parrocchiale intitolata a San Materno, vescovo di Milano, edificata nel diciottesimo secolo su progetto degli architetti ferraresi Sante e Vincenzo Santini[9] dove sorgeva un preesistente edificio religioso. Il campanile, situato davanti alla facciata, risale al XV secolo e sorge sui ruderi del castello.[7][10]
- Chiesa della Santa Croce[11]
- Oratorio di santo Stefano

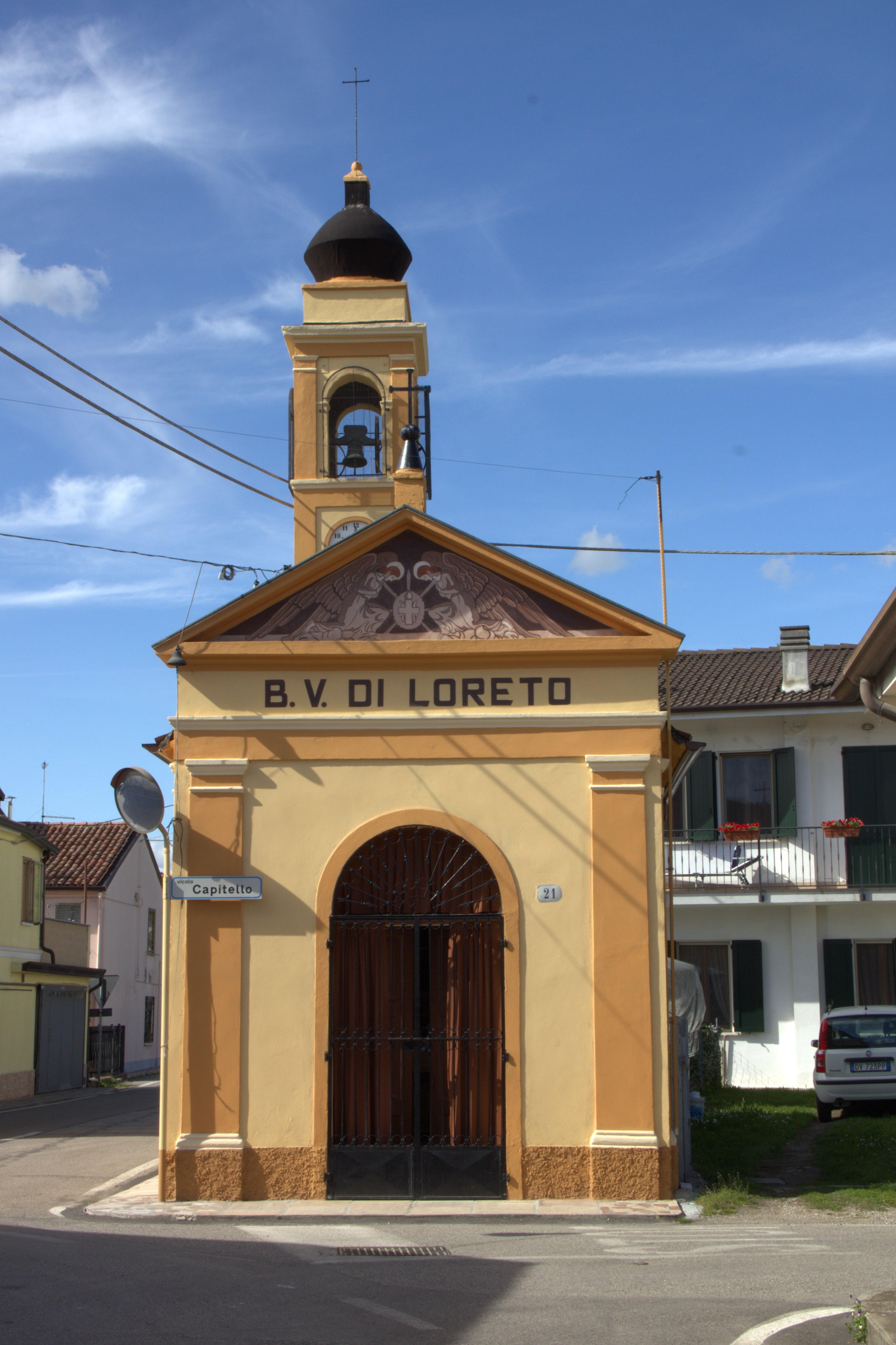
Oratorio della Beata Vergine di Loreto

- Oratorio della Beata Vergine di Loreto[12]Oratorio della Beata Vergine di Loreto
- Oratorio della Beata Vergine Addolorata
- Cappella del cimitero

### Architetture civili
- Palazzo municipale
- Villa Borghi Leati (XVI secolo) già dimora del Visconte Governatore estense
- Villa Patrizia (fine XIX secolo)

### Altro
- Arco Chigi (XVII secolo) Situato sulla parte opposta della torre campanaria, è decorato con gli stemmi dei cardinali Chigi e Rospigliosi.[7]
- Monumento ad Amos Bernini (XX secolo)

Il monumento originale in bronzo era opera dello scultore melarese Policronio Carletti. Venne posizionato nel cortile delle scuole su una colonna di marmo ed inaugurato nel maggio 1911. Il busto venne fuso durante il secondo conflitto mondiale e solo nel marzo 1957 venne a lui dedicata una nuova piazza e nel giugno del 1958 si inaugurò il nuovo monumento davanti al municipio (recentemente restaurato in occasione del centenario della morte).

## Società

### Evoluzione demografica
Abitanti censiti

## Amministrazione
| Periodo | Periodo   | Primo cittadino   | Partito                               | Carica  | Note |
| ------- | --------- | ----------------- | ------------------------------------- | ------- | ---- |
| 1995    | 1999      | Giampiero Negrini | Lista Civica                          | Sindaco |      |
| 1999    | 2004      | Barbara Losi      | Lista Civica                          | Sindaco |      |
| 2004    | 2009      | Francesco Losi    | Lista Civica (Centro-sinistra)        | Sindaco |      |
| 2009    | 2014      | Francesco Losi    | Lista Civica (Centro-sinistra)        | Sindaco |      |
| 2014    | 2019      | Paola Davì        | Lista Civica (Centro-sinistra)        | Sindaco |      |
| 2019    | in carica | Anna Marchesini   | Lista Civica "Impegnamoci per Melara" | Sindaco |      |